# Államok vezetőinek listája 1010-ben
Ezen az oldalon az 1010-ben fennálló államok vezetőinek névsora olvasható földrészek, majd országok szerinti bontásban.

## Európa
- Angol Királyság – II. Tanácstalan Ethelred király (978–1016)
- Areláti Királyság – III. Rudolf király (993–1032)
- Bizánci Birodalom – II. Baszileiosz császár (976–1025)
- Bretagne – III. Alan herceg (1008–1040)
- Bulgária – Sámuel cár (997–1014)
- Dánia – I. Villásszakállú Svend király (986–1014)
- Duklja – Iván Vlagyimir herceg (990–1016)
- Gascogne-i Hercegség (Nyugat-Frankföld vazallusa) – VI. Sancho herceg (1009–1032)
- Hispania -
  - Barcelonai Grófság –III.Borrell gróf  (993–1017)
  - Kasztíliai Grófság – Sancho gróf (995–1017)
  - Córdobai Kalifátus –
    1. Szulejmán Omajjád kalifa (1009–1010)
    2. II. Hisám Omajjád kalifa (1010–1012)

  - Leóni Királyság – V. Nemeslelkű Alfonz király (999–1028)
    - Első portugál grófság – Alvito gróf (1008–1015)

  - Pamplonai Királyság – III. Nagy Sancho király (1004–1035)
  - Pallars grófság – I. Ermengol gróf (992–1010) és I. Suñer gróf (995–1011) társuralkodók
  - Ribagorça grófság –
A grófság területe felett 1010-től hárman uralkodtak.
  - Tota grófnő (1003–1010)
    - Vilmos gróf (1010–1018)
    - Mayor García grófnő (1010–1025)
    - III. Rajmund gróf (1010–1025)
- Horvát Királyság – III. Krešimir király (1000–1030); Gojszláv társuralkodó (1000–1020)
- Írország – Brian Bóruma mac Cennétig főkirály (1002–1014) 
  - Ailech – Flaithbertach Ua Néill király (1004–1031)
  - Connacht –
    1. Cathal mac Conchobar mac Taidg királya (973–1010)
    2. Tadg in Eich Gil királya (1010–1030)

  - Uí Maine – Tadhg Mór Ua Cellaigh, Uí Maine királya (985–1014)
  - Leinster – Máelmórda mac Murchada király (1003–1014)
  - Meath – Máel Sechnaill mac Domnaill, Meath királya (975/976–1022)
  - Munster – Brian Boru, Munster királya (978–1014)
- Kaukázus
  - Grúz Királyság – III. Bagrat Bagrationi király (1008–1014)
  - Kaheti Hercegség –
    1. Dávid herceg (976–1010)
    2. III. Kvirike herceg (1010–1037/1039)
1010 és 1014 között Grúzia megszállása alatt.

  - Ani (Örményország) – I. Gagik király (989–1020)
- Kijevi Rusz – I. Nagy Vlagyimir fejedelem (980–1015)
  - Polocki Fejedelemség – Brjacsiszláv Izjaszlavics fejedelem (1003–1044)
- Lengyelország – I. Vitéz Boleszláv király (992–1025)
- Magyar Királyság – I. István király (997–1038)
- Német-római Birodalom
  - Német Királyság – IV. Szent Henrik német király (1002–1024)
    - Ausztria – I. Henrik őrgróf (994–1018)
    - Bajorország – IV. Szent Henrik herceg (1009–1017)
    - Csehország – Jaromír cseh fejedelem (1004–1012)
    - Karinthia – I. Konrád herceg (1004–1011)
    - Kölni Választófejedelemség – Szent Heribert érsek (999–1021)
    - Lotaringia –
      - Alsó-Lotaringia – II. Godfrey herceg (1004–1023)
      - Felső-Lotaringia – I. Dietrich herceg (978–1026)
      - Fríziai grófság – III. Dirk holland gróf (993–1039)
      - Hainaut-i grófság – IV. Reginár gróf (998–1013)

    - Mainzi Választófejedelemség – Szent Willigis érsek (975–1011)
    - Meißeni Őrgrófság – I. Hermann őrgróf (1009–1031)
    - Svábföld – III. Hermann herceg (1003–1012)
    - Szászország – I. Bernát szász őrgróf (973–1011)
    - Trieri Választófejedelemség – Megingaud érsek (1008–1015)

  - Itáliai Királyság
    - Amalfi Köztársaság – II. Sergius herceg (1007–1028)
    - Aquileia – IV. János pátriárka (984–1017)
    - Beneventói Hercegség – II. Öreg Pandulf herceg (981–1014)
    - Capuai Hercegség – II. Pandulf herceg (1007–1022); társuralkodó III. Landulf herceg (1009–1014)
    - Gaetai Hercegség – IV. János herceg (1008–1012)
    - Milánó – Arnolfo da Arsago milánói érsek (998–1018)
    - Nápolyi Hercegség – IV. Sergius herceg (1002–1036)
    - Salernói Hercegség – III. Guaimar herceg (994–1027)
    - Spoletói Hercegség –
      1. Romanus herceg (1004–1010)
      2. Rainier herceg (1010–1020)

    - Toszkána – Bonifác márki (1004–1011)
    - Velencei Köztársaság – Ottone Orseolo dózse (1009–1026)
- Norvégia – I. Villásszakállú Svend király (999–1014) – Dánia királya is
- Nyugat-Frankföld – Jámbor Róbert király (996–1031)
  - Angoulême-i grófság – IV. Vilmos gróf (988–1028)
  - Anjou grófság – III. Fekete Fulkó gróf (987–1040)
  - Aquitania – V. Nagy Vilmos herceg (993–1030)
  - Blois-i Grófság – II. Odo gróf (1004–1037)
  - Champagne – I. István gróf (995–1021)
  - Flamand grófság – IV. Szakállas Balduin gróf (988–1035)
  - Maine-i grófság – III. Hugó gróf (992–1015)
  - Namuri Őrgrófság – I. Albert namuri gróf (974/980–1011)
  - Normandia – II. Richárd herceg (996–1026)
  - Provence – II. Rotbald provence-i gróf (1008–1014)
  - Toulouse-i grófság – III. Vilmos toulouse-i gróf (978–1037)
  - Vermandois-i grófság – II. Albert gróf (993–1015)
- Pápai állam – IV. Szergiusz pápa (1009–1012)
- Skót Királyság – II. Malcolm király (1005–1034)
- Svédország – III. Kincses Olaf király (994–1021/1022)
- Wales
  - Deheubarth – Edwin ab Einion és Cadell ab Einion társuralkodók (1005–1018), testvérek
  - Gwynedd – Aeddan ap Blegywryd király (1005–1018)
  - Powys – Llywelyn ap Seisyll király (999–1023)

## Afrika
- Egyiptom – al-Hákim bi-Amr Alláh fátimida kalifa (996–1021)
- Etiópia – Germa Szejum császár (999–1039)
- Ifríkija – Bádísz ibn Manszúr zírida emír (995–1016)
- Mukurra – Raphael király (999–1030)
- Marokkó (Tanger és a Ríf környéke) –
  -     1. Szulejmán Omajjád kalifa (1009–1010)
    2. II. Hisám Omajjád kalifa (1010–1012)

## Ázsia
- Abbászida Kalifátus
  - Uralkodó – al-Kadir (991–1031)
  - a hatalom tényleges birtokosa: – Bahá ad-Daula buvajhida főemír (989–1012)
  - Perzsia
  - Uralkodó – Samsz al-Muali Abú l-Haszan Gabúsz ibn Vusmgir zijárida uralkodó (976–1012)
    - Aleppói Emírség – Manszúr emír (1009–1016)
    - Fárszi Emírség – Bahá ad-Daula buvajhida emír (998–1012)
    - Gorgán és Tabarisztán – Kábúsz Vusmgír zijárida emír (977–1012)
    - Hamadán – Samsz ad-Daula buvajhida emír (997–1021)
    - Transzoxánia – Ahmad Naszr al-Hakk Kutb ad-Daula karahánida kán (998–1017)
    - Kermáni Emírség – Bahá ad-Daula buvajhida emír (998–1012)
    - Rajj – Madzsd ad-Daula buvajhida emír (997–1029)
- Bizánci Birodalom – II. Baszileiosz császár (976–1025)
- Gaznavida Birodalom – Mahmúd szultán (998–1030)
- India
  - Csálukja – V. Vikramaditja király (1008–1015)
  - Csola – I. Rádzsarádzsa Csola király (985–1012)
  - Gudzsarát –
    1. Csamundaradzsa király (995–1010)
    2. Durlabhradzs király (1010–1021)

  - Kamarúpa – Gopála király (990–1015)
  - Keralaputra – I. Bhaszkara Ravivarman király (962–1019)
  - Malwa –
    1. Szindhuradzsa király (995–1010)
    2. Bhodzs (vagy Bhodzsa) király (1010–1060)

  - Manipur – Kainou Irengba király (983–1073)
  - Nyugat-Ganga – Rakkasza Ganga király (985–1024)
  - Orissza – III. Mahabavagupta király (Nahusa) (1005–1021)
  - Pála Birodalom – Mahipála király (985–1036)
  - Pratihara – Radzsjapála császár (kb. 960–1018)
- Japán – Icsidzsó császár (986–1011)
- Khmer Birodalom – I. Szurjavarman, Angkor királya (császára) (1006–1049)
- Kína – Csen-cung, Szung császár (997–1022)
- Kitán Birodalom (Liao-dinasztia) – Seng Cung (Shengzōng) császár (982–1031)
- Korea (Korjo-dinasztia) – Hjondzsong király (1009–1031)
- Mataram Királyság – Dharmavangsza (991–1016)